# Velika nagrada Sjedinjenih Američkih Država Zapad
Velika nagrada Sjedinjenih Američkih Država Zapad je bila gradska utrka Formule 1 ulicama Long Beacha koja se održavala tijekom 70-tih i 80-tih godina kada se vozilo više utrka u Sjedinjenim Državama tijekom jedne sezone. U osam izdanja utrka svaka je imala različitog pobjednika.

## Pobjednici

### Višestruki pobjednici (konstruktori)
| Pobjede | Konstruktor | Pobjednička godina  |
| ------- | ----------- | ------------------- |
| 3       | Ferrari     | 1976., 1978., 1979. |
| 2       | McLaren     | 1982., 1983.        |

### Pobjednici po godinama
| Godina | Vozač             | Bolid         |
| ------ | ----------------- | ------------- |
| 1976.  | Clay Regazzoni    | Ferrari       |
| 1977.  | Mario Andretti    | Lotus-Ford    |
| 1978.  | Carlos Reutemann  | Ferrari       |
| 1979.  | Gilles Villeneuve | Ferrari       |
| 1980.  | Nelson Piquet     | Brabham-Ford  |
| 1981.  | Alan Jones        | Williams-Ford |
| 1982.  | Niki Lauda        | McLaren-Ford  |
| 1983.  | John Watson       | McLaren-Ford  |